# Nail Tech
Nail Tech è un singolo del rapper statunitense Jack Harlow, pubblicato il 18 febbraio 2022 come primo estratto dal secondo album in studio Come Home the Kids Miss You.

## Video musicale
Il video, diretto dallo stesso interprete assieme a Frank Borin, conta la partecipazione di Yung Miami delle City Girls ed è stato reso disponibile in concomitanza con l'uscita del brano.

## Tracce
Testi e musiche di Jack Harlow, Amir Sims, Douglas Ford, Jahaan Sweet, José Velazquez, Matthew Samuels, Montez Dewayne Jones, Rogét Chahayed e Scotty Lavell Coleman.
1. Nail Tech – 3:26

## Formazione
- Jack Harlow – voce
- Angel "BabeTruth" Lopez – produzione
- Boi-1da – produzione
- Coleman – produzione
- Fierce – produzione
- Jahaan Sweet – produzione
- Rogét Chahayed – produzione
- John Mayer – produzione aggiuntiva
- Nickie Jon Pabón – registrazione, missaggio
- Patrizio "Teezio" Pigliapoco – missaggio
- Ignacio Portales – assistenza al missaggio

## Classifiche
| Classifica (2022) | Posizione massima |
| ----------------- | ----------------- |
| Australia         | 22                |
| Canada            | 11                |
| Grecia            | 52                |
| Irlanda           | 28                |
| Lituania          | 89                |
| Nuova Zelanda     | 26                |
| Portogallo        | 132               |
| Regno Unito       | 55                |
| Stati Uniti       | 18                |
| Sudafrica         | 43                |

## Date di pubblicazione
| Paese                 | Data             | Formato                      | Nota   |
| --------------------- | ---------------- | ---------------------------- | ------ |
| Mondo                 | 18 febbraio 2022 | Download digitale, streaming | [ 11 ] |
| Italia                | 18 febbraio 2022 | Contemporary hit radio       | [ 12 ] |
| Stati Uniti d'America | 8 marzo 2022     | Rhythmic contemporary        | [ 13 ] |
| Stati Uniti d'America | 8 marzo 2022     | Urban contemporary           | [ 14 ] |